# Gökçetepe, Uşak
Gökçetepe là một xã thuộc huyện Uşak, tỉnh Uşak, Thổ Nhĩ Kỳ. Dân số thời điểm năm 2010 là 55 người.